# Bismut 209

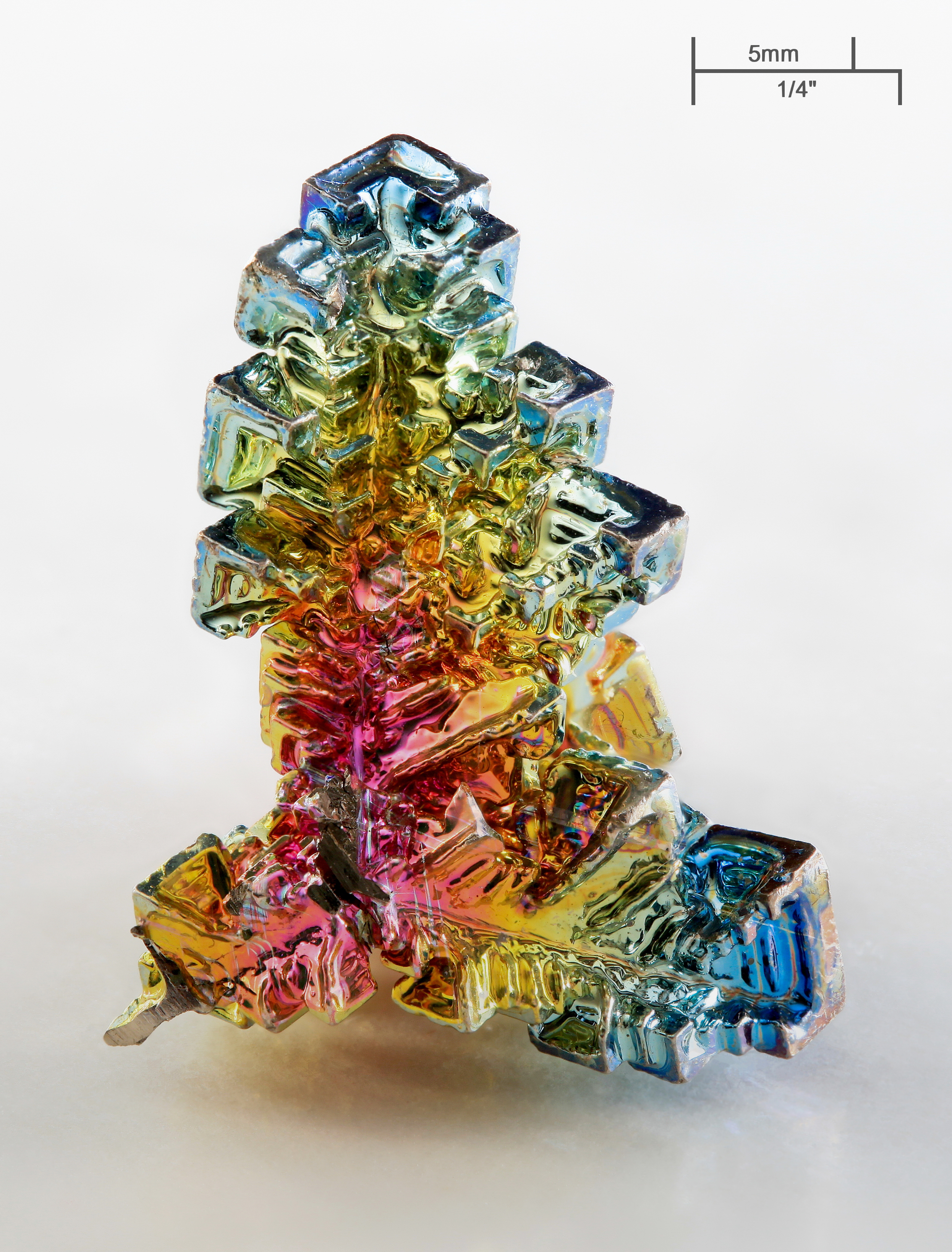
Cristall de bismut.

El bismut 209 és l'isòtop "virtualment estable" del bismut amb el més llarg període de semidesintegració de qualsevol radioisòtop que pateix decaïment-α (decaïment-alfa). Té 83 protons i 126 neutró i una massa atòmica de 208.9803987 UMA. Tot el bismut primordial és d'aquest isòtop. El producte és de decadència β− del plom-209.
209
82Pb → 209
83Bi + electró
El bismut 209 finalment formarà el tal·li 205:
209
83Bi → 205
81Tl + 4
2He